# Giro d’Italia 2022/13. Etappe
Die 13. Etappe des Giro d’Italia 2022 fand am 20. Mai 2022 statt und brachte die Fahrer ins Piemont und somit in die Nähe der Westalpen. Die Strecke von Sanremo nach Cuneo beinhaltete jedoch auf den 1450 Höhenmetern keine hohen Alpen-Pässe und führte über großteils flache 150 Kilometer. Nach der Ankunft im Ziel hatten die Fahrer insgesamt 2236,2 Kilometer absolviert, was 64,9 % der Gesamtdistanz der 105. Austragung des italienischen Etappenrennens entsprach. Die Organisatoren bewerteten die Schwierigkeit der Etappe mit zwei von fünf Sternen (bassa difficoltà).

## Streckenführung
Der neutralisierte Start erfolgte mit Sanremo, in einer für den Radsport wichtigen Stadt. Dort endet nämlich jährlich mit Mailand–Sanremo ein Monument des Radsport. Unweit des Ziels des Klassikers auf der Via Roma, wurde das Rennen in Angriff genommen. Vorbei am Forte di Santa Tecla ging es anschließend der Küste entlang in Richtung Osten.
Der offizielle Start erfolgte nach 6,3 gefahrenen Kilometer bei Bussana auf der SS1. Danach ging es für weitere 20 Kilometer entlang der Ligurischen Küste nach Imperia. Dort bogen die Fahrer links ab und folgten dem Impero flussaufwärts in die Ligurischen Alpen und somit ins Landesinnere. Nun begann die Straße leicht anzusteigen und führte durch mehrere Tunnel auf ein kleines Plateau. Auf diesem wurde nach 43,7 Kilometern in Pieve di Teco (250 m) der erste Zwischensprint ausgefahren. Im Anschluss folgte der Anstieg auf den Colle di Nava (936 m), der als Bergwertung der 3. Kategorie klassifiziert war. Nachdem die Kuppe bei Kilometer 54,1 überquert wurde, folgte die Strecke dem Tanaro flussabwärts und passiert dabei die Gemeinden Ormea, Garessio, Bagnasco und Ceva. Die Fahrer verblieben nun auf einer Höhe von rund 400 Metern und drehten Richtung Westen. In San Michele Mondovì erfolgte 38 Kilometer vor dem Ziel der zweite Zwischensprint, ehe der Zielort Cuneo über Mondovì und Beinette erreicht wurde. Die Zielgerade war über einen Kilometer lang und führte gerade über das Kopfsteinpflaster des Piazza Galimberti auf die Corso Nizza.
|                            | Ort                 | Kilometer | Länge (km) | Höhe (m) | Ø Steigung | max. Steigung |
| -------------------------- | ------------------- | --------- | ---------- | -------- | ---------- | ------------- |
| neutraler Start            | Sanremo             | −6,3      |            |          |            |               |
| offizieller Start          | Bussana             | 0         |            |          |            |               |
| Zwischensprint             | Pieve di Teco       | 43,7      |            |          |            |               |
| Bergwertung (3. Kategorie) | Colle di Nava       | 54,1      | 10,1       | 936      | 6,7 %      | unbekannt     |
| Zwischensprint             | San Michele Mondovì | 112       |            |          |            |               |
| Ziel                       | Cuneo               | 150       |            |          |            |               |

## Rennverlauf und Ergebnis
Nach dem scharfen Start kam es zu mehreren Attacken im Hauptfeld, ehe sich nach rund zehn Kilometern eine Fluchtgruppe mit fünf Fahrern bildete. Mit dabei waren Pascal Eenkhoorn (Jumbo-Visma), Nicolas Prodhomme (AG2R Citroën Team), Julius van den Berg (EF Education-EasyPost), Mirco Maestri (Eolo-Kometa Cycling Team) und Filippo Tagliani (Drone Hopper-Androni Giocattoli). Im Peloton übernahmen rasch die Teams der Sprinter die Tempoarbeit und gewährten den Ausreißern einen Vorsprung von rund vier Minuten.
Nach ungefähr 35 Kilometern musste der viertplatzierte der Gesamtwertung, Romain Bardet (Team DSM), die Rundfahrt krankheitsbedingt beenden. Der Franzose litt an Magenbeschwerden und konnte das Rennen nicht fortsetzten. Beim ersten Zwischensprint in Pieve di Teco (Kilometer 43,7) setzte sich Filippo Tagliani vor Julius Van den Berg und Pascal Eenkhoorn durch. Im Hauptfeld holte Arnaud Démare drei Punkte und baute so den Vorsprung auf seine ersten Verfolger in der Punktewertung weiter aus. Im anschließenden Anstieg auf den Colle di Nava erhöhte die Spitzengruppe das Tempo und überquerte die Kuppe mit einem Vorsprung von rund sechseinhalb Minuten. Die Punkte, die bei der Bergwertung der 3. Kategorie vergeben wurden, gingen an Pascal Eenkhoorn vor Nicolas Prodhomme, Mirco Maestri und Julius Van den Berg. Das fünfte Mitglied der Gruppe, Filippo Tagliani, konnte dem Tempo im Anstieg nicht folgen und fiel rund vier Kilometer vor dem höchsten Punkt zurück. Auf der anschließenden Abfahrt wurde er vom Hauptfeld gestellt, dass nun da alle Sprinter ohne Probleme über den Berg gekommen waren, die Verfolgung aufnahm.
Die Spitzengruppe hielt jedoch bei immer stärker werdendem Wind dagegen und erreichte den zweiten Zwischensprint, 38 Kilometer vor dem Ziel, mit einem Vorsprung von fast vier Minuten. Die drei Bonussekunden gingen an Julius van den Berg, während Pascal Eenkhoorn und Mirco Maestri die weiteren Bonifikationen gewannen. Unterdessen hielten die Mannschaften Groupama-FDJ, Quick-Step Alpha Vinyl Team und Israel-Premier Tech das Tempo weiter hoch und das Peloton zog sich in die Länge. 28 Kilometer vor dem Ziel führte dies zu einer Teilung des Hauptfeldes im hinteren Bereich. In der abgehängten Gruppe befanden sich Simon Yates (Team BikeExchange-Jayco), Richie Porte (Ineos Grenadiers) und Felix Gall (AG2R Citroën), die auf den vorangegangenen Etappen jedoch bereits viel Zeit verloren hatten. Ebenfalls vom Hauptfeld abgehängt wurden mehrere Fahrer der Mannschaft Alpecin-Fenix – die versuchten wieder zum Peloton aufzuschließen, was ihnen jedoch nicht gelang.
Auf den letzten Kilometern spitzte sich die Situation um den Tagessieg zu. Die Ausreißergruppe hatte zehn Kilometer vor dem Ziel immer noch einen Vorsprung von über einer Minute, während die Sprinterteams im Hauptfeld alles daran setzten die Lücke zu schließen. Rund zwei Kilometer vor dem Ziel begann die Straße leicht anzusteigen und Mirco Maestri weigerte sich die Führungsarbeit von Pascal Eenkhoorn zu übernehmen, wodurch das Tempo in der Spitzengruppe etwas abfiel. Kurz vor dem letzten Kilometer griff Julius van den Berg auf dem Kopfsteinpflaster an und versuchte sich von seinen Gefährten abzusetzen. Er wurde jedoch bald wieder gestellt und das Hauptfeld hatte seinen Rückstand auf wenige Sekunden verkürzen können. Rund 700 Meter vor dem Ziel wurde die Ausreißergruppe eingeholt und Mirco Maestri versuchte sich noch einmal mit einer Attacke abzusetzen. Die Anfahrer der Groupama-FDJ-Mannschaft ließen den Italiener jedoch nicht fahren und eröffneten den Sprint für Arnaud Démare. Dieser kam 200 Meter vor dem Ziel aus dem Windschatten und feierte seinen dritten Etappensieg vor Phil Bauhaus (Bahrain Victorious) der sich auf den letzten Metern noch nach vorne schieben konnte. Platz drei ging an Mark Cavendish (Quick-Step Alpha Vinyl), der als Zweitplatzierter in der Punktewertung nun bereits über 100 Punkte Rückstand auf Arnaud Démare hatte. Juan Pedro López verteidigte das Rosa Trikot auch am zehnten Tag und führte somit auch die Nachwuchswertung weiter an. In der Bergwertung blieb Diego Rosa (Eolo-Kometa) an der Spitze.
| \| Etappenergebnis \| Etappenergebnis \| Etappenergebnis \| Etappenergebnis \| Etappenergebnis \| \| Fahrer \| Fahrer \| Land \| Team \| Zeit \| \| --------------- \| ---------------- \| ---------------------- \| ---------------------- \| --------------- \| \| 1. \| Arnaud Démare \| Frankreich \| Groupama-FDJ \| 3 h 18 min 16 s \| \| 2. \| Phil Bauhaus \| Deutschland \| Bahrain Victorious \| + 0 s \| \| 3. \| Mark Cavendish \| Vereinigtes Königreich \| Quick-Step Alpha Vinyl \| + 0 s \| \| 4. \| Fernando Gaviria \| Kolumbien \| UAE Team Emirates \| + 0 s \| \| 5. \| Alberto Dainese \| Italien \| Team DSM \| + 0 s \| \| 6. \| Simone Consonni \| Italien \| Cofidis \| + 0 s \| \| 7. \| Dries De Bondt \| Belgien \| Alpecin-Fenix \| + 0 s \| \| 8. \| Giacomo Nizzolo \| Italien \| Israel-Premier Tech \| + 0 s \| \| 9. \| Andrea Vendrame \| Italien \| AG2R Citroën Team \| + 0 s \| \| 10. \| Tobias Bayer \| Österreich \| Alpecin-Fenix \| + 0 s \| |                  |                        |                        |                 |
| |                  |                        |                        |                 |
| Quelle: ProCyclingStats |                  |                        |                        |                 |
| Etappenergebnis |                  |                        |                        |                 |
| Fahrer | Fahrer           | Land                   | Team                   | Zeit            |
| 1. | Arnaud Démare    | Frankreich             | Groupama-FDJ           | 3 h 18 min 16 s |
| 2. | Phil Bauhaus     | Deutschland            | Bahrain Victorious     | + 0 s           |
| 3. | Mark Cavendish   | Vereinigtes Königreich | Quick-Step Alpha Vinyl | + 0 s           |
| 4. | Fernando Gaviria | Kolumbien              | UAE Team Emirates      | + 0 s           |
| 5. | Alberto Dainese  | Italien                | Team DSM               | + 0 s           |
| 6. | Simone Consonni  | Italien                | Cofidis                | + 0 s           |
| 7. | Dries De Bondt   | Belgien                | Alpecin-Fenix          | + 0 s           |
| 8. | Giacomo Nizzolo  | Italien                | Israel-Premier Tech    | + 0 s           |
| 9. | Andrea Vendrame  | Italien                | AG2R Citroën Team      | + 0 s           |
| 10. | Tobias Bayer     | Österreich             | Alpecin-Fenix          | + 0 s           |

## Gesamtstände
| \| Gesamtwertung \| Gesamtwertung \| Gesamtwertung \| Gesamtwertung \| Gesamtwertung \| \| Fahrer \| Fahrer \| Land \| Team \| Zeit \| \| ------------- \| ------------------ \| ------------- \| ---------------------------------- \| ---------------- \| \| 1. \| Juan Pedro López \| Spanien \| Trek-Segafredo \| 54 h 37 min 23 s \| \| 2. \| Richard Carapaz \| Ecuador \| Ineos Grenadiers \| + 12 s \| \| 3. \| João Almeida \| Portugal \| UAE Team Emirates \| + 12 s \| \| 4. \| Jai Hindley \| Australien \| Bora-Hansgrohe \| + 20 s \| \| 5. \| Guillaume Martin \| Frankreich \| Cofidis \| + 28 s \| \| 6. \| Mikel Landa \| Spanien \| Bahrain Victorious \| + 29 s \| \| 7. \| Domenico Pozzovivo \| Italien \| Intermarché-Wanty-Gobert Matériaux \| + 54 s \| \| 8. \| Emanuel Buchmann \| Deutschland \| Bora-Hansgrohe \| + 1 min 09 s \| \| 9. \| Pello Bilbao \| Spanien \| Bahrain Victorious \| + 1 min 22 s \| \| 10. \| Alejandro Valverde \| Spanien \| Movistar Team \| + 1 min 23 s \| |                    |             |                                    |                  |
| |                    |             |                                    |                  |
| Quelle: ProCyclingStats |                    |             |                                    |                  |
| Gesamtwertung |                    |             |                                    |                  |
| Fahrer | Fahrer             | Land        | Team                               | Zeit             |
| 1. | Juan Pedro López   | Spanien     | Trek-Segafredo                     | 54 h 37 min 23 s |
| 2. | Richard Carapaz    | Ecuador     | Ineos Grenadiers                   | + 12 s           |
| 3. | João Almeida       | Portugal    | UAE Team Emirates                  | + 12 s           |
| 4. | Jai Hindley        | Australien  | Bora-Hansgrohe                     | + 20 s           |
| 5. | Guillaume Martin   | Frankreich  | Cofidis                            | + 28 s           |
| 6. | Mikel Landa        | Spanien     | Bahrain Victorious                 | + 29 s           |
| 7. | Domenico Pozzovivo | Italien     | Intermarché-Wanty-Gobert Matériaux | + 54 s           |
| 8. | Emanuel Buchmann   | Deutschland | Bora-Hansgrohe                     | + 1 min 09 s     |
| 9. | Pello Bilbao       | Spanien     | Bahrain Victorious                 | + 1 min 22 s     |
| 10. | Alejandro Valverde | Spanien     | Movistar Team                      | + 1 min 23 s     |

| Punktewertung | Punktewertung        | Punktewertung          | Punktewertung                   | Punktewertung |
| Fahrer        | Fahrer               | Land                   | Team                            | Punkte        |
| ------------- | -------------------- | ---------------------- | ------------------------------- | ------------- |
| 1.            | Arnaud Démare        | Frankreich             | Groupama-FDJ                    | 238 P.        |
| 2.            | Mark Cavendish       | Vereinigtes Königreich | Quick-Step Alpha Vinyl          | 121 P.        |
| 3.            | Fernando Gaviria     | Kolumbien              | UAE Team Emirates               | 117 P.        |
| 4.            | Mathieu van der Poel | Niederlande            | Alpecin-Fenix                   | 90 P.         |
| 5.            | Alberto Dainese      | Italien                | Team DSM                        | 81 P.         |
| 6.            | Giacomo Nizzolo      | Italien                | Israel-Premier Tech             | 77 P.         |
| 7.            | Phil Bauhaus         | Deutschland            | Bahrain Victorious              | 72 P.         |
| 8.            | Filippo Tagliani     | Italien                | Drone Hopper-Androni Giocattoli | 70 P.         |
| 9.            | Simone Consonni      | Italien                | Cofidis                         | 67 P.         |
| 10.           | Thomas De Gendt      | Belgien                | Lotto-Soudal                    | 53 P.         |

| Bergwertung | Bergwertung        | Bergwertung | Bergwertung                     | Bergwertung |
| Fahrer      | Fahrer             | Land        | Team                            | Punkte      |
| ----------- | ------------------ | ----------- | ------------------------------- | ----------- |
| 1.          | Diego Rosa         | Italien     | Eolo-Kometa                     | 83 P.       |
| 2.          | Koen Bouwman       | Niederlande | Jumbo-Visma                     | 69 P.       |
| 3.          | Lennard Kämna      | Deutschland | Bora-Hansgrohe                  | 43 P.       |
| 4.          | Jai Hindley        | Australien  | Bora-Hansgrohe                  | 40 P.       |
| 5.          | Bauke Mollema      | Niederlande | Trek-Segafredo                  | 30 P.       |
| 6.          | Wout Poels         | Niederlande | Bahrain Victorious              | 27 P.       |
| 7.          | Natnael Tesfatsion | Eritrea     | Drone Hopper-Androni Giocattoli | 26 P.       |
| 8.          | Davide Formolo     | Italien     | UAE Team Emirates               | 25 P.       |
| 9.          | Mirco Maestri      | Italien     | Eolo-Kometa                     | 20 P.       |
| 10.         | Eduardo Sepúlveda  | Argentinien | Drone Hopper-Androni Giocattoli | 19 P.       |

| Nachwuchswertung | Nachwuchswertung  | Nachwuchswertung | Nachwuchswertung       | Nachwuchswertung |
| Fahrer           | Fahrer            | Land             | Team                   | Zeit             |
| ---------------- | ----------------- | ---------------- | ---------------------- | ---------------- |
| 1.               | Juan Pedro López  | Spanien          | Trek-Segafredo         | 54 h 37 min 23 s |
| 2.               | João Almeida      | Portugal         | UAE Team Emirates      | + 12 s           |
| 3.               | Thymen Arensman   | Niederlande      | Team DSM               | + 1 min 27 s     |
| 4.               | Iván Sosa         | Kolumbien        | Movistar Team          | + 7 min 39 s     |
| 5.               | Pavel Sivakov     | Frankreich       | Ineos Grenadiers       | + 12 min 15 s    |
| 6.               | Santiago Buitrago | Kolumbien        | Bahrain Victorious     | + 12 min 17 s    |
| 7.               | Mauri Vansevenant | Belgien          | Quick-Step Alpha Vinyl | + 18 min 21 s    |
| 8.               | Wadim Pronski     | Kasachstan       | Astana Qazaqstan Team  | + 22 min 33 s    |
| 9.               | Luca Covili       | Italien          | Bardiani CSF Faizanè   | + 24 min 44 s    |
| 10.              | Gijs Leemreize    | Niederlande      | Jumbo-Visma            | + 25 min 42 s    |

| Mannschaftswertung | Mannschaftswertung                 | Mannschaftswertung           | Mannschaftswertung |
| Team               | Team                               | Land                         | Zeit               |
| ------------------ | ---------------------------------- | ---------------------------- | ------------------ |
| 1.                 | Intermarché-Wanty-Gobert Matériaux | Belgien                      | 163 h 44 min 11 s  |
| 2.                 | Bora-Hansgrohe                     | Deutschland                  | + 2 min 52 s       |
| 3.                 | Bahrain Victorious                 | Bahrain                      | + 7 min 09 s       |
| 4.                 | Trek-Segafredo                     | Vereinigte Staaten           | + 19 min 32 s      |
| 5.                 | Jumbo-Visma                        | Niederlande                  | + 19 min 45 s      |
| 6.                 | Ineos Grenadiers                   | Vereinigtes Königreich       | + 25 min 05 s      |
| 7.                 | Team DSM                           | Niederlande                  | + 25 min 21 s      |
| 8.                 | Movistar Team                      | Spanien                      | + 26 min 43 s      |
| 9.                 | Astana Qazaqstan Team              | Kasachstan                   | + 40 min 10 s      |
| 10.                | UAE Team Emirates                  | Vereinigte Arabische Emirate | + 44 min 52 s      |

## Ausgeschiedene Fahrer
- Romain Bardet (Team DSM): wegen Magenprobleme während der Etappe aufgegeben[4]